# 石永泰
石永泰，SC（1965年6月24日—），香港資深大律師，前香港大律師公會主席。畢業於聖若瑟書院，後來先後取得劍橋大學文學士和牛津大學民事法學士，香港大學法學專業證書（PCLL）。他是香港著名大律師事務所天博大律師事務所（Temple Chambers）的成員，並曾任香港特别行政区高等法院特委法官。
石永泰師從前終審法院首席法官馬道立、香港大律師公會首名女主席梁冰濂資深大律師及駱應淦資深大律師。

## 生平
石永泰1965年在香港出生，自小學一年級已有400度近視。就讀聖若瑟小學，1982年畢業於聖若瑟書院，隨後赴英國攻讀法律。1987年在劍橋大學以雙重一級榮譽 (double firsts) 獲得法學文學士學位，返回香港完成香港大學法律職業資格課程（PCLL）並取得香港大律師資格認許之後回到英國，在牛津大學入讀法律研究生課程，1989年獲得民事法學士學位（BCL，即牛津大學的碩士級法律學位）。
之後石永泰在香港執業，在2003年獲委任為資深大律師。
除私人業務以外，石永泰還在2006至2011年擔任法律改革委員會委員，2006至2016年擔任高等法院原訟法庭特委法官，2007年出任一罪兩審委員會主席。
2007年至2010年及2011年至2013年石永泰曾擔任香港大律師公會副主席，2013至2014年擔任主席。出任大律師公會主席後，石表示不會像前主席袁國強及當時的律師會主席叶礼德一樣出任政協委員。
在卸任大律師公會主席後，石繼續不時為香港法治發聲。例如：
- 2016年11月，時值全國人大常委會解釋香港基本法有關議員宣誓的規定[4]，石永泰批評那實質上是修改基本法，甚至「為香港立法」，他在接受報章訪問時指《中英聯合聲明》承諾1997年後繼續維持香港法治制度目的「就是因為要跟中國常常用法律搞政治的態度隔絕，因為大陸運用權利和權力的思維跟香港不一樣」。[5]
- 2017年6月，對於張德江在基本法座談會說要在香港社會普遍樹立國家和法治意識，石永泰稱香港法制「被搞」，他以至整個法律界都忍了很久，他在接受網絡媒體《眾新聞》的訪問時質疑：「中國法治排名低香港這麼多，為何還可以對香港法治指指點點？是不是很諷刺呢？」。他又說絕對尊重中央釋法權力，但認為應該增加透明度，「釋法制度過程要透明一點」。[6]
- 2017年12月，全国人大常委会就廣深港高鐵香港段西九龍站一地兩檢通過《合作安排》決議案，批准站內設立口岸實施「一地兩檢」，石永泰批評該決定是「建基於空氣，只可以視為一個意見，並無憲制地位」。他說人大常委會「確認」該合作安排符合憲法和基本法，但未提出任何基礎及理據，等同指「凡全國人大常委會所說符合的便是符合」，批評是1997年落實《基本法》以來最大倒退及嚴重衝擊一國兩制的實施和法治精神。如按照中央解讀《基本法》第18條的說法延伸下去，「意味內地法律只要適用範圍並非全香港，就可以由政府指定的任何地方，例如高等法院大樓內執行」，是「完全漠視基本法規定」。[7]